# العزبة (صور)
العزبة هي إحدى القرى اللبنانية من قرى قضاء صور في محافظة الجنوب.